# Přírodní park Doupovská pahorkatina
Přírodní park Doupovská pahorkatina je přírodní park v jihozápadní části okresu Chomutov. Byl vyhlášen v roce 1996 na ploše asi 4 770 ha. Důvodem vyhlášení jsou rozsáhlé stepní a lesostepní travnaté porosty s velkými plochami listnatých lesů a výskytem řady ohrožených rostlin a živočichů.

## Poloha
Severní hranici tvoří silnice z Kojetína do Radonic, za kterými hranice zatáčí na jih směrem k Němčanům. Na jihovýchodě sousedí s okresem Louny a na západě s Vojenským újezdem Hradiště v Karlovarském kraji. Přibližně ve středu parku stojí město Mašťov, ale největším sídlem jsou Radonice. Kromě nich se na území parku nachází jen jejich místní části s malým počtem obyvatel.

## Přírodní podmínky
Z geomorfologického hlediska přírodní park leží převážně ve východní části celku Doupovské hory a v okrsku Rohozecká vrchovina. Přibližně jeden kilometr široký pás podél toku Liboce patří celku Mostecká pánev, podcelku Žatecká pánev a okrsku Pětipeská kotlina. Největším vodním tokem je Liboc, která teče nejprve směrem ze západu na východ, ale před Radechovem se stáčí k severovýchodu. Jejími většími přítoky jsou potoky Dubá a Leska, která však protéká pouze podél jižní hranice parku. Nejvýznamnější vodní plochou je rybník Sedlec (přírodní rezervace), dále pak Dobřenecký rybník a rybníky pod Mašťovským vrchem.
Z chráněných druhů rostlin se vyskytují koniklec luční český, upolín nejvyšší a okrotice bílá. Hnízdí zde slavík obecný, ťuhýk obecný, moudivláček lužní a byl zaznamenán výskyt čápa černého, luňáka červeného a orla mořského.

## Ochrana přírody
U západní hranice leží přírodní rezervace Sedlec vyhlášená na ochranu mokřadních společenstev okolo stejnojmenného rybníka.

## Pamětihodnosti
Kromě řady menších, především církevních, památek se v přírodním parku nachází Mašťov s historickým centrem a zámkem a náměstí v Radonicích. Těsně za hranicí přírodního parku stojí vintířovský zámek s anglickým parkem.

## Turistika
V celém parku není vyznačena žádná turisticky značená trasa. Podél severní hranice a poté z Radonic do Mašťova a dále do Valče vede cyklotrasa č. 35.